# Barnardia japonica
Barnardia japonica, o jacinto japonês, é uma planta com flores que brota a partir de bulbos da família Asparagaceae, subfamília Scilloideae (também tratada como família Hyacinthaceae). É uma das duas espécies do gênero Barnardia, encontradas no leste da China, Coreia, Japão, Taiwan e Rússia.

## História
O gênero Barnardia foi criado por John Lindley em 1826 juntamente com a única espécie B. scilloides. No entanto, esta espécie já havia sido descrita como Ornithogalum japonicum por Carl Peter Thunberg em 1784, de modo que agora é chamada B. japonica.
A planta forma um complexo genético com dois tipos do genoma, notáveis A e B, e espécimes diploide, alo-triploide e aneuploide em populações naturais.

## Sinônimos
A espécie Barnardia japonica possui 23 sinônimos reconhecidos atualmente.
- Barnardia alboviridis (Hand.-Mazz.) Speta
- Barnardia bispatha (Hand.-Mazz.) Speta
- Barnardia borealijaponica (M.Kikuchi) Speta
- Barnardia japonica (Thunb.) Wijnands
- Barnardia pulchella (Kitag.) Speta
- Barnardia scilloides Lindl.
- Barnardia sinensis (Lour.) Speta
- Convallaria chinensis Osbeck
- Dracaena alliaria Lour. ex B.A.Gomes
- Loncomelos japonicum (Thunb.) Raf.
- Ornithogalum chinense (Osbeck) Schult. & Schult.f.
- Ornithogalum japonicum Thunb.
- Ornithogalum sinense Lour.
- Scilla alboviridis Hand.-Mazz.
- Scilla barnardia K.Koch
- Scilla bispatha Hand.-Mazz.
- Scilla borealijaponica M.Kikuchi
- Scilla chinensis Benth.
- Scilla japonica Baker
- Scilla scilloides (Lindl.) Druce
- Scilla sinensis (Lour.) Merr.
- Scilla thunbergii Miyabe & Kudô
- Simira japonica (Thunb.) Raf.

## Ocorrências naturais
Na China (nome chinês: 棉棗兒 ou 绵枣儿), pode ser encontrada em Guangdong, Guangxi, Hebei, Heilongjiang, Henan, Hubei, Hunan, Jiangsu, Jiangxi, Jilin, Liaoning, Nei Mongol, Shanxi, Sichuan e Yunnan.

## Cultivo
Barnardia japonica é cultivada como uma planta ornamental. Em um clima temperados requer um local ensolarado onde floresce no outono. A planta é cultivada tanto em sua característica original de flores rosas como também sua variedade de flores brancas (Scilla scilloides var. Albo-viridis).

## Química
As homoisoflavonas scillavones A e B podem ser isoladas dos bulbos da B japonica.
O bulbo também contém glicosídeos eucosterol mostrando atividades antitumorais.

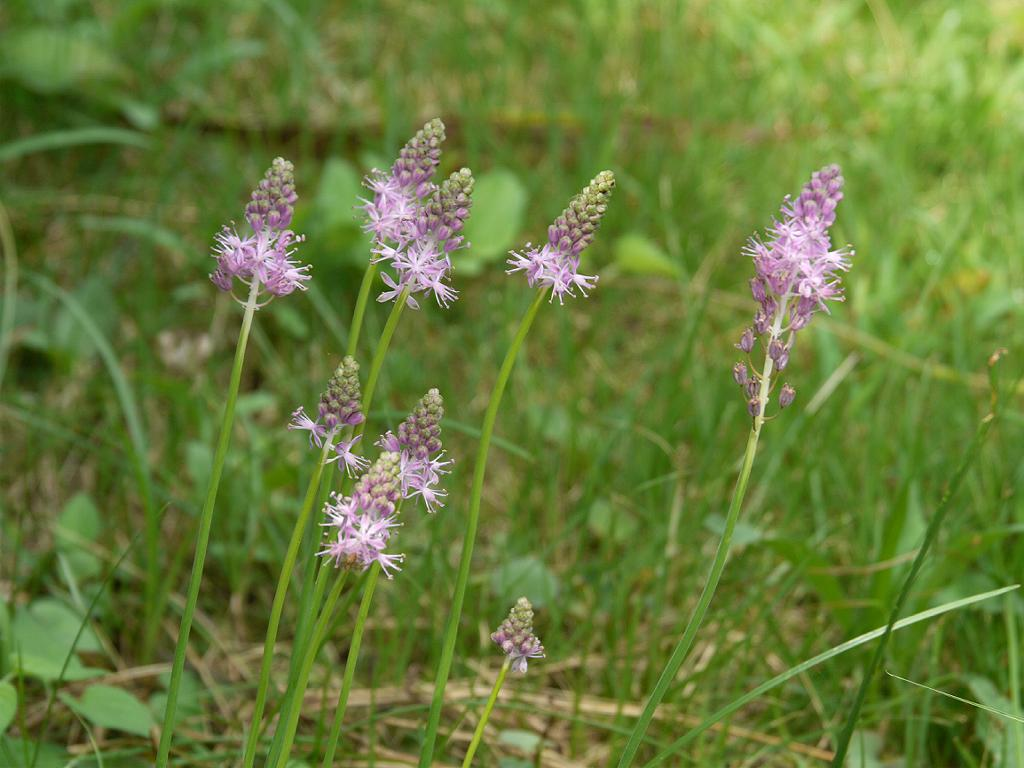
Plantas
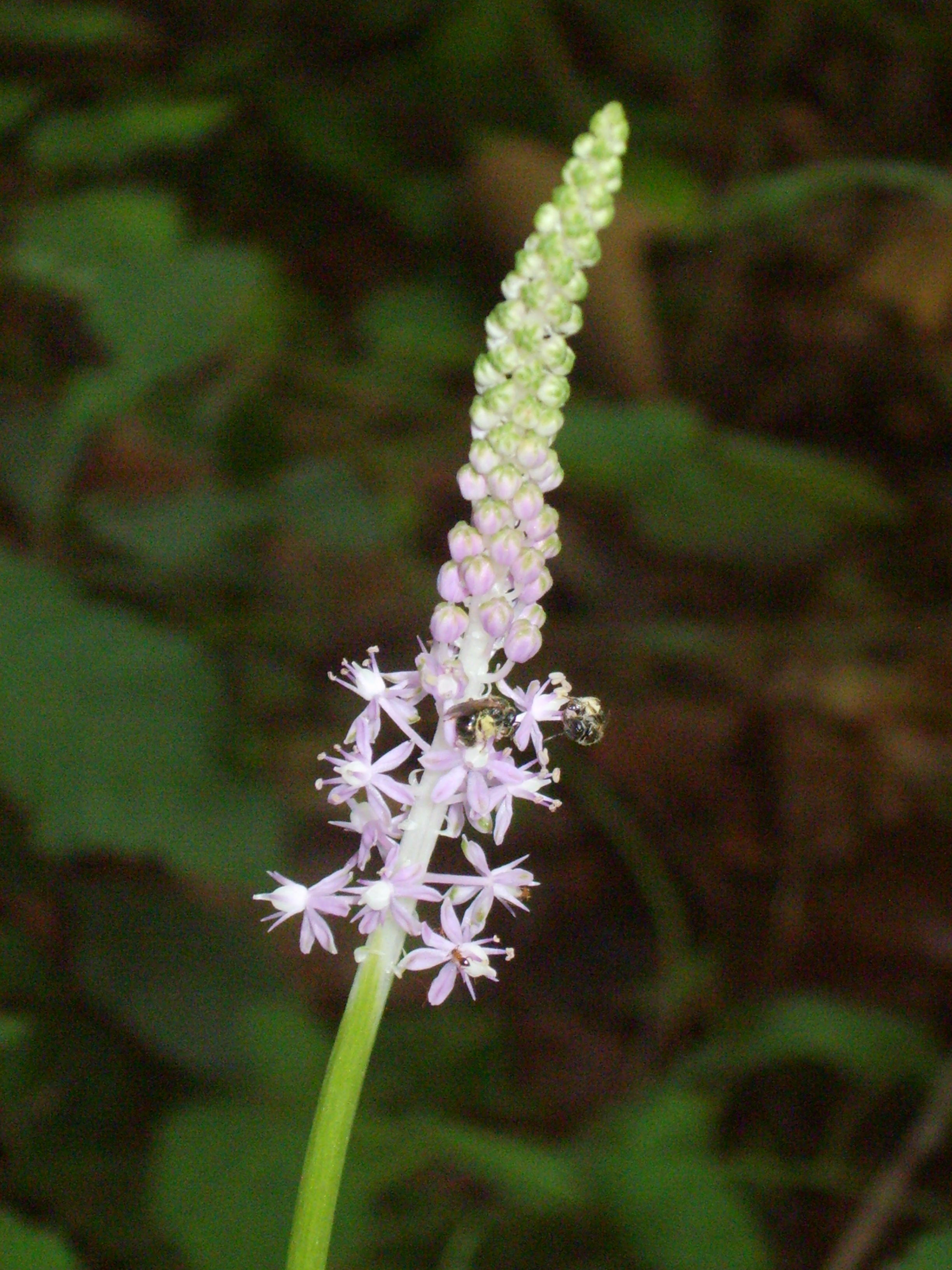
Flores
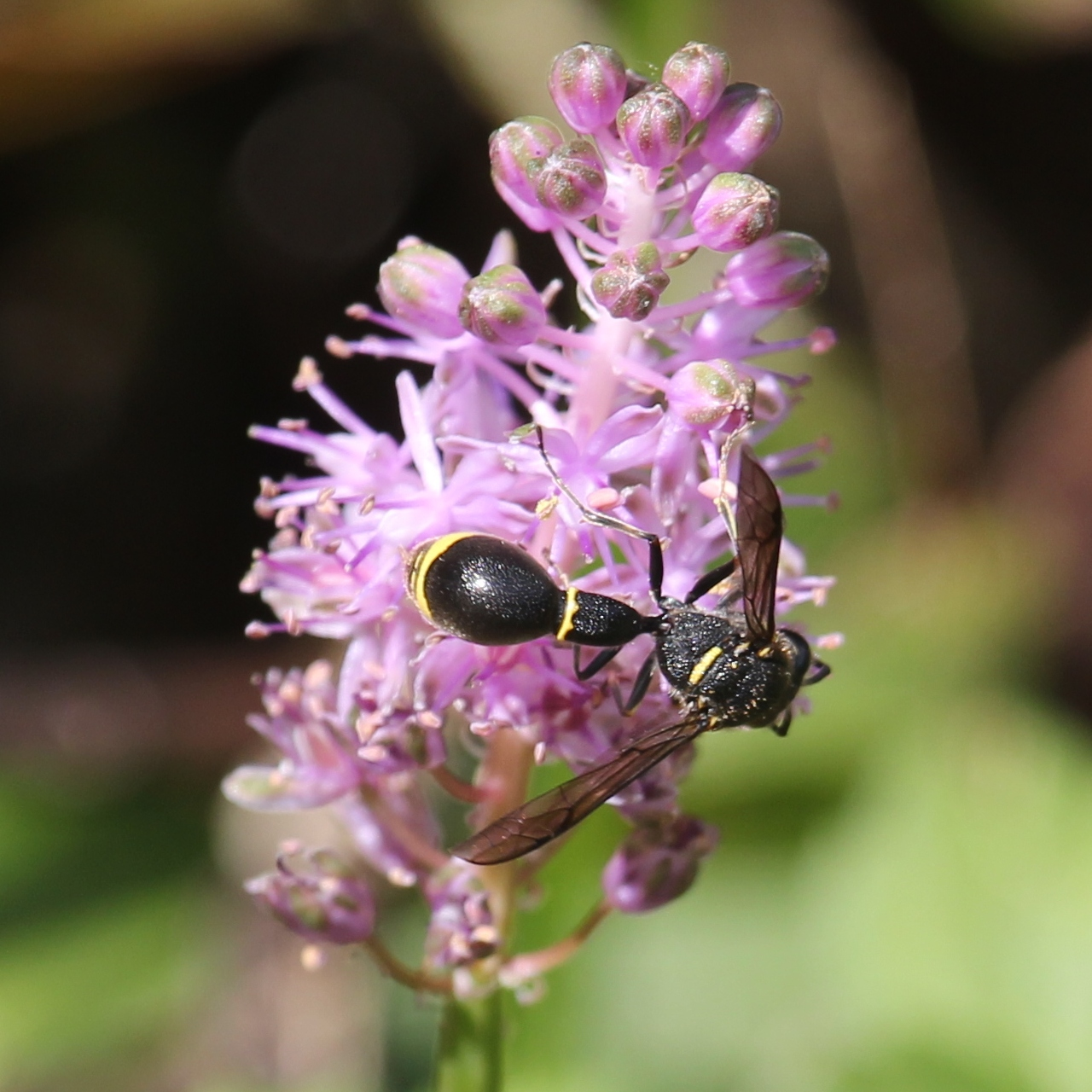
Detalhe da flor

## Uso medicinal
Barnardia japonica tem sido usada há muito tempo na medicina tradicional chinesa para tratar abscessos e para promover a circulação sanguínea.112 O extrato da raiz teve seu potenciado a avaliado como agente antimicrobiano, como anti-inflamatório e como antioxidante.113 Verificou-se que o extrato de raiz da B. japonica inibe o crescimento de Staphylococcus Aureus, Salmonella enteritidis, Escherichia coli e Candida parapsilosis até uma concentração de 0,1% do extrato. A atividade antioxidante foi avaliada observando-se a inibição da hialuronidase, uma enzima que inicia a degradação do ácido hialurônico, associada à inflamação. A inibição foi observada em concentrações de extrato de raiz de 0,1 (14,8% de inibição) e 1% (48,2% de inibição), mas não abaixo desses valores. A atividade anti-oxidante foi avaliada por monitorização da oxidação do ácido linoleico e foi encontrada uma boa atividade (índice anti-oxidativo de 33,2 a uma concentração de 1%).